# Донской народный банк
Донской народный банк — российский коммерческий банк. Основан в 1992 году под названием Станичный коммерческий банк (СКБ) «Егорлык». До 1998 году осуществлял деятельность на территории Егорлыкского района Ростовской области. В конце 1998 года СКБ «Егорлык» испытывал финансовые трудности, практически прекратил деятельность и был приобретён новыми владельцами из числа бывших сотрудников и клиентов Гуковского филиала «Ростовсоцбанка», осуществившего в начале 1998 году полный возврат средств всем клиентам и вкладчикам, несмотря на возникшую неплатёжеспособность Головного Ростовсоцбанка.
В 1999 году СКБ  был переименован в «Донской народный банк», который стал одним из крупных розничных банков Юга России в 2000-х годах, осуществлявшим инновационные для начала двухтысячных годов операции в рамках розничного кредитования, с ценными бумагами, а также участвовал в реализации социальных проектов, в том числе в создании серии телепередач «Эрудит Дона».
Банк имел 41 отделение и 10 операционных касс. Председателем совета директоров банка с 1999 года до 2008 года являлся финансист Леонид Шафиров. Председателем правления банка в этот период была Людмила Клочко, позднее — Алексей Бобкин.
В 2007 году Банк был поглощён венгерской банковской группой OTP, а в 2010 году преобразован в Ростовский филиал ОТП Банка.

## История
Основан в 1992 году, в этом же году получил банковскую лицензию Центрального банка РФ. До 1999 года преимущественно предоставлял кредиты и осуществлял расчётно-кассовое обслуживание фермеров и сельхозорганизаций Егорлыкского района Ростовской области. В  конце 1998 года бывшие сотрудники и клиенты Гуковского филиала Ростовсоцбанка приобрели 100-процентную долю в уставном капитале убыточного банка «Егорлык», который впоследствии был переименован в «Донской народный банк». Произошла смена логотипа банка. Головной офис банка был перенесён в город Гуково.
В первые годы своей деятельности банк смог привлечь значительное количество средств физических лиц — вкладчиков, предоставивших банку свои сбережения. Это стало возможным в связи с тем, что сотрудники «Донского народного банка», ранее работавшие в Гуковском филиале «Геолбанка» и в «Ростовсоцбанке», в 1994 и в 1998 годах соответственно, обеспечили полный возврат средств гражданам — вкладчикам этих кредитных организаций. 
Феномен «Донского народного банка», основанного на тесной связи с местными сообществами, изучался учеными и музейными работниками. В частности, кандидат экономических наук Ю.С. Эзрох отмечал: «Почему у этого банка все получилось, а у сотен других – нет? Большим преимуществом регионального банка, а говоря шире – банка, в котором решения принимаются преимущественно акционерами, участвующими в управлении, – является автономность в принятии решений: какие ставки устанавливать по вкладам, по кредитам, кому выдавать деньги и т.д. Конечно, это невозможно в большинстве банковских филиалов, да и для многих банков, в которых центров приятия решений – множество».
Донской народный банк обслуживал большинство расчётных счетов угледобывающих и углеперерабатывающих предприятий Ростовской области. Банк несмотря на значительные кредитные риски осуществлял кредитование данных организаций и их сотрудников, предоставлял займы местным администрациям шахтёрских городов и районов Дона. В целях повышения финансовой грамотности населения на регулярной основе проводились очные и телевизионные встречи граждан с руководством банка и его подразделений.
В 1998 году банк открыл первое отделение в Ростове-на-Дону. В 2000 году банком была получена лицензия на осуществление деятельности на рынке ценных бумаг, а также осуществления брокерской и дилерской деятельности.
В 1999 году банк согласовал с Центробанком методику оценки заёмщиков по индивидуальным показателям, без анализа финансовой отчётности и налоговых деклараций, данная инновация касалась кредитования личных подсобных и фермерских хозяйств. При выдаче кредитов банк ориентировался на такие показатели как размеры сельхозугодий, приусадебных земельных участков, а также показатели урожайности, отзывы земляков о потенциальных заёмщиках. Банк внедрял инновационные услуги: новые виды депозитных продуктов, в том числе с хеджированием валютных рисков, овердрафты к счетам физических лиц и предпринимателей, кредитование на развитие личных подсобных хозяйств, на газификацию и строительство жилья.
В 2002 году, после того как Правительством РФ, было принято решение о возможности размещения накопительной части пенсии в негосударственных пенсионных фондах, банк стал учредителем Донского Народного пенсионного фонда.
К 2006 году банк занимал 122 место среди банков России по показателю объёма кредитов, выданных физическим лицам. По итогам 2006 года банк стал лидером регионального рынка эмиссионных ценных бумаг, суммарный объём сделок клиентов банка и банка с эмиссионными ценными бумагами составил 4479 млн руб.
В конце 2006 года Российское рейтинговое агентство Moody’s Interfax Rating Agency присвоило Донскому народному банку долгосрочный кредитный рейтинг по национальной шкале на уровне Ba2.ru.
Банк участвовал в реализации региональных социальных проектов. В частности, являлся спонсором и совместно с ВГТРК «Дон-ТР» — соорганизатором телепроекта «Эрудит Дона», посвящённого достопримечательностям Ростовской области. Кроме того, при поддержке банка реализованы социальные проекты «Избиратели выбирают лучших», «Донской народный банк за чистоту города», «Поезд будущего», «День отличника» и другие. Жители городов Гуково, Зверево и Красносулинского района в 2003 и в 2008 годах избирали председателя Совета директоров банка Леонида Шафирова своим представителем в Законодательном Собрании Ростовской области, в 2008 году Шафиров был избран почётным гражданином города Гуково.
С расширением банковской сети ограниченный доступ к кредитным ресурсам стал тормозить дальнейшее развитие банка. Это препятствовало сохранению высоких темпов роста и привело к необходимости поиска стратегического инвестора. В 2008 году Донской Народный Банк стал частью венгерской банковской группы ОТП. На данный период граждане доверили банку сбережения на сумму 1,9 млрд руб., на сумму более 1,3 млрд руб. банком предоставил кредитов физическим лицам. По итогам 2009 года банк занял 3 место в рейтинге банков Ростовской области по объёму частных вкладов.
В феврале 2010 года Донской Народный Банк прекратил свою деятельность в результате реорганизации в форме присоединения к «ОТП Банку». На базе Донского народного банка был создан Ростовский филиал ОТП Банка, с головным офисом в городе Гуково.